# Gyrodactylus salaris
Gyrodactylose
Espèce
Gyrodactylus salaris, la Gyrodactylose, est une espèce d'ectoparasites monogènes de la famille des Gyrodactylidae qui vit à la surface du corps de poisson d'eau douce.

## Description

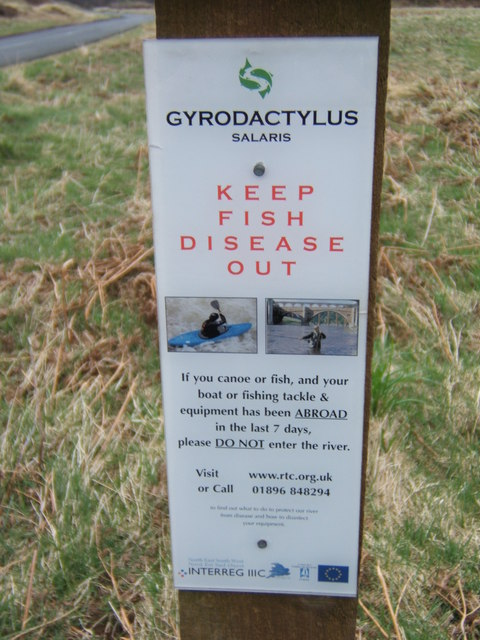
Un panneau d'avertissement en Écosse.

Il ressemble à une sangsue, et a été impliqué dans la diminution des populations de saumons atlantique dans les fjords norvégiens. Il parasite également d'autres espèces, comme la Truite arc-en-ciel. G. salaris vit en eau douce, mais peut survivre en eau saumâtre et ce durant au maximum 18 heures.
Le parasite fait 0,5 mm de long et donc impossible à voir à l'œil nu. À son extrémité postérieure se trouve un hapteur], un organe spécialisé pour se fixer à l'individu hôte, avec seize crochets a son extrémité. Le parasite est vivipare. À leur naissance, les jeunes sont d'une taille similaire à celle de leurs parents et une nouvelle génération se développe déjà à l'intérieur de leurs corps.

## Interactions avec l'hôte
Pour s'alimenter, le parasite attache son extrémité antérieure au poisson en utilisant ses glandes céphaliques. Il retourne son pharynx, le faisant sortir par sa bouche et libère un suc digestif avec des enzymes protéolytiques, dissolvant la peau du poisson. Le mucus et la peau dissoute sont alors aspirés dans l'intestin. La fixation de nombreux parasites provoque de graves blessures, endommageant l'épiderme de l'hôte, ce qui facilite des infections secondaires.

## Historique
G. salaris a été décrit pour la première fois en 1952, lorsqu'il a été retiré d'une souche baltique de saumon atlantique préservé au laboratoire Hölle en Suède, près de la rivière Indalsälv. À l'époque, son caractère épidémiologique chez son hôte n'était pas connu. La présence de G. salaris sur les poissons est devenue une maladie à déclaration obligatoire par l'Organisation mondiale de la santé animale en 1983.
Des pertes catastrophiques de saumons atlantique se sont produites en Norvège dans les années 1970 à la suite de l'introduction de G. salaris. En 2001, les populations de saumon de 41 rivières norvégiennes avaient été pratiquement anéanties par le parasite.
Historiquement, les rivières infectées par Gyrodactylus ont été traitées avec le pesticide/piscicide aveugle roténone. Aujourd'hui une nouvelle méthode de traitement utilise le dosage de petits volumes d'aluminium aqueux et d'acide sulfurique dans la rivière. L'énorme avantage de cette méthode est sa capacité à tuer les parasites sans nuire aux hôtes. Cette nouvelle méthode a donné des résultats prometteurs à Batnfjordelva et Lærdalselva, deux rivières de Norvège.

## Systématique
Le nom valide complet (avec auteur) de ce taxon est Gyrodactylus salaris Malmberg (d), 1957.
Ce taxon porte en français le nom vernaculaire ou normalisé suivant : Gyrodactylose.

## Étymologie
Son épithète spécifique, salaris, fait référence au Saumon atlantique (Salmo salar), l'hôte sur lequel cette espèce a été découverte. 